# Taedium vitae
Met taedium vitae wordt in de psychoanalyse een generale depressie aangeduid, met als belangrijkste symptoom een verlies of vermindering van de interesse of het plezier in het leven. 
Taedium vitae is Latijn voor "het leven moe" zijn. 
Een psycholoog of psychoanalyticus zal hier door middel van lange diepgravende gesprekken met de cliënt tot de kern van het hoe en waarom proberen door te dringen en deze aan te zetten zich te herpakken; een psychiater of geneesheer zal eerder een tekort aan endorfines vermoeden, en het probleem aanpakken met medicatie zoals antidepressiva, een hormoonkuur of vitaminekuur.